# Conchata Ferrell
Conchata Galen Ferrell (Charleston, 28 de março de 1943 – Sherman Oaks, 12 de outubro de 2020) foi uma atriz e comediante americana, mais conhecida pela sua interpretação da personagem Berta, a governanta da série Two and a Half Men (2003–2015), papel que lhe deu uma indicação ao prêmio Emmy Award em 2005 como melhor atriz (coadjuvante/secundária) em uma série de comédia.

## Início da carreira
Conchata Ferrell se formou pela Marshall University em Estudos Sociais. Iniciou sua carreira ingressando no elenco original de Lanford Wilson's Hot L Baltimore, da Broadway.
Teve participação em um episódio de Friends, no qual Rachel e Ross pedem a anulação do casamento, e ela diz que é necessário que eles peçam o divórcio.
Também participou do seriado Um Anjo Muito Doido, no qual interpretava a Tia Pam, o seriado foi apresentado nos EUA de 1997 a 1998.
Com três décadas de carreira, participou de  filmes como Edward Mãos de Tesoura e Erin Brockovich e Mr. Deeds. Também participou do filme K-PAX - O Caminho da Luz, como a enfermeira da clínica psiquiatra Betty McAllister.
Além da indicação ao Emmy Award em 2005, também foi indicada em 1992 na categoria melhor atriz (coadjuvante/secundária) em uma série de drama, pela personagem Susan Bloom em L.A. Law.

## Vida pessoal
Ferrell se casou com Arnie Anderson por volta de 1986. Ela teve uma filha, Samantha (nascida em 1982) e duas enteadas (nascidas em 1976 e 1979).
Ferrell morreu em 12 de outubro de 2020, aos 77 anos, de complicações por uma parada cardíaca após anos lutando contra uma grave infecção renal.

## Prêmios e indicações
| Ano  | Prêmio                  | Categoria                                     | Trabalho indicado                 | Resultado | Fonte  |
| ---- | ----------------------- | --------------------------------------------- | --------------------------------- | --------- | ------ |
| 1974 | Drama Desk Award        | Melhor Atuação                                | The Sea Horse                     | Venceu    | [ 7 ]  |
| 1974 | Theatre World Award     |                                               | The Sea Horse                     | Venceu    | [ 7 ]  |
| 1974 | Obie Award              | Melhor Atriz                                  | The Sea Horse                     | Venceu    | [ 7 ]  |
| 1981 | Western Heritage Awards | Bronze Wrangler                               | Heartland (dividido com o elenco) | Venceu    | [ 8 ]  |
| 1992 | Emmy do Primetime       | Melhor Atriz Secundária Numa Série de Comédia | L.A. Law                          | Indicado  | [ 9 ]  |
| 2005 | Emmy do Primetime       | Melhor Atriz Secundária Numa Série de Comédia | Two and a Half Men                | Indicado  | [ 10 ] |
| 2007 | Emmy do Primetime       | Melhor Atriz Secundária Numa Série de Comédia | Two and a Half Men                | Indicado  | [ 11 ] |